# Justin Sabatier
(Pierre) Justin Sabatier (ur. 1792, zm. 1869) – francuski numizmatyk, szczególnie zasłużony w badaniach nad medalierstwem starożytnym oraz w studiach nad bizantyjskim mennictwem.
Pozostając przez wiele lat w służbie państwowej w Petersburgu, zajmował się badaniem tamtejszych zbiorów, publikując m.in. Iconographie d'une collection choisi de cinq mille médailles romaines, byzantines et celtibériennes (St. Petersburg 1847). Był następnie współzałożycielem "Sociéte française de numismatique"(1866), a także współpracownikiem powstałego w 1836 r. prestiżowego paryskiego czasopisma naukowego "Revue numismatique". Znany przede wszystkim jako autor dwóch fundamentalnych prac: Description des médaillons contorniates (Paris 1860) oraz dwutomowego Description générale des monnaies byzantines frappées sous les empereurs d'Orient depuis Arcadius jusqu'à la prise de Constantinople par Mahomet II (Paris-London 1862; wznowienie Leipzig 1930).